# Baade-Og
Baade-Og er en bogserie på 5 bøger af Lene Andersen, som (under pseudonymet Jesper Knallhatt) beskæftiger sig med forskellige filosofiske emner. Bøgerne udgives på forfatterens eget forlag, Det Andersenske Forlag.
Alle bøgerne er skrevet som en dialog mellem den farverige, pensionerede tv-producer Cornelius Magnussen og den tjekkede livsstilsjournalist Tenna E. Rasmussen. Dialogformen gør de mange komplicerede emner tilgængelige for den almene læser, og bøgerne sprudler af humor, skæve indfald og spydige kommentarer til os selv og vores kultur. Titlen og brugen af pseudonymer er naturligvis en henvisning til Søren Kierkegaard og hans Enten - Eller.

## Mandag
Baade-Og Mandag har undertitlerne "Hvad har vi gang i?", "Hvordan hænger det sammen?" samt "Hvem er vi?" og handler om nanoteknologi, bioteknologi, IT og kaosteori, kompleksitet og skalafri netværk. Desuden opstiller bogen 15 hypoteser om den økonomiske udvikling, og endelig slutter bogen af med en gennemgang af de seneste 2.500 års europæiske idéhistorie.

## Tirsdag
Baade-Og Tirsdag har undertitlen "Hvor kommer vi fra?" og handler om menneskets evolution fra den første celle i ursuppen og frem til Dr. Phil på fjernsynet. Bogen forklarer letfatteligt, hvordan gener og memer til sammen har drevet vores art frem mod vores store hjerner og avancerede bevidsthed.

## Onsdag
Baade-Og Onsdag har undertitlen "Hvor er vi paa vej hen?" og handler om, hvordan verden kunne udvikle sig frem til 2030. I bund og grund handler det om, at vi som menneskehed skal lære at vælge: Hvad vil vi virkelig, og hvad vil vi ikke? Det er dét, der er hele Baade-Og's pointe: Global eksistentialisme! Onsdag opridser perspektiverne, hvis vi ikke vælger... Bogen er ikke en krystalkugle, men et oplæg til debat.

## Torsdag
Baade-Og Torsdag har undertitlen "Hvorfor?" og handler om, hvorfor menneskeheden bliver ved med at begå de samme fejl generation efter generation. Før vi kan forholde os til, hvad vi skal stille op, er det imidlertid nødvendigt, at vi bliver lidt klogere på, hvad der er meningsfuldt for os som mennesker. Derfor handler bogen i høj grad om, hvordan vi oplever livet som meningsfuldt. Hvad er det, der skal til, for at et individ af arten Homo sapiens sapiens finder tilværelsen dejlig og værd at fortsætte? Det er – til trods for reklameindustriens påstande om det modsatte – nogle ret simple og gratis ting. Men det er også præcis de ting, som den teknologiske og økonomiske udvikling er ved at borterodere.

## Fredag
Baade-Og Fredag har undertitlen "Hva saa?" og handler om, hvordan vi løser de problemer, som vi står i og de udfordringer, vi står over for. Denne sidste bog i serien opsummerer de fire første bøger og giver nogle konkrete bud på, hvordan 7 milliarder mennesker kan skabe et ordentligt verdenssamfund.